# مرت کولا
مرت کولا (انگلیسی: Mert Kula؛ زادهٔ ۱ ژانویهٔ ۱۹۹۵) بازیکن فوتبال اهل ترکیه است.
از باشگاه‌هایی که در آن بازی کرده‌است می‌توان به باشگاه فوتبال قاسم‌پاشا اسپور اشاره کرد.
وی همچنین در تیم ملی فوتبال Turkey U19 بازی کرده‌است.